# Capela do Senhor Jesus dos Aflitos

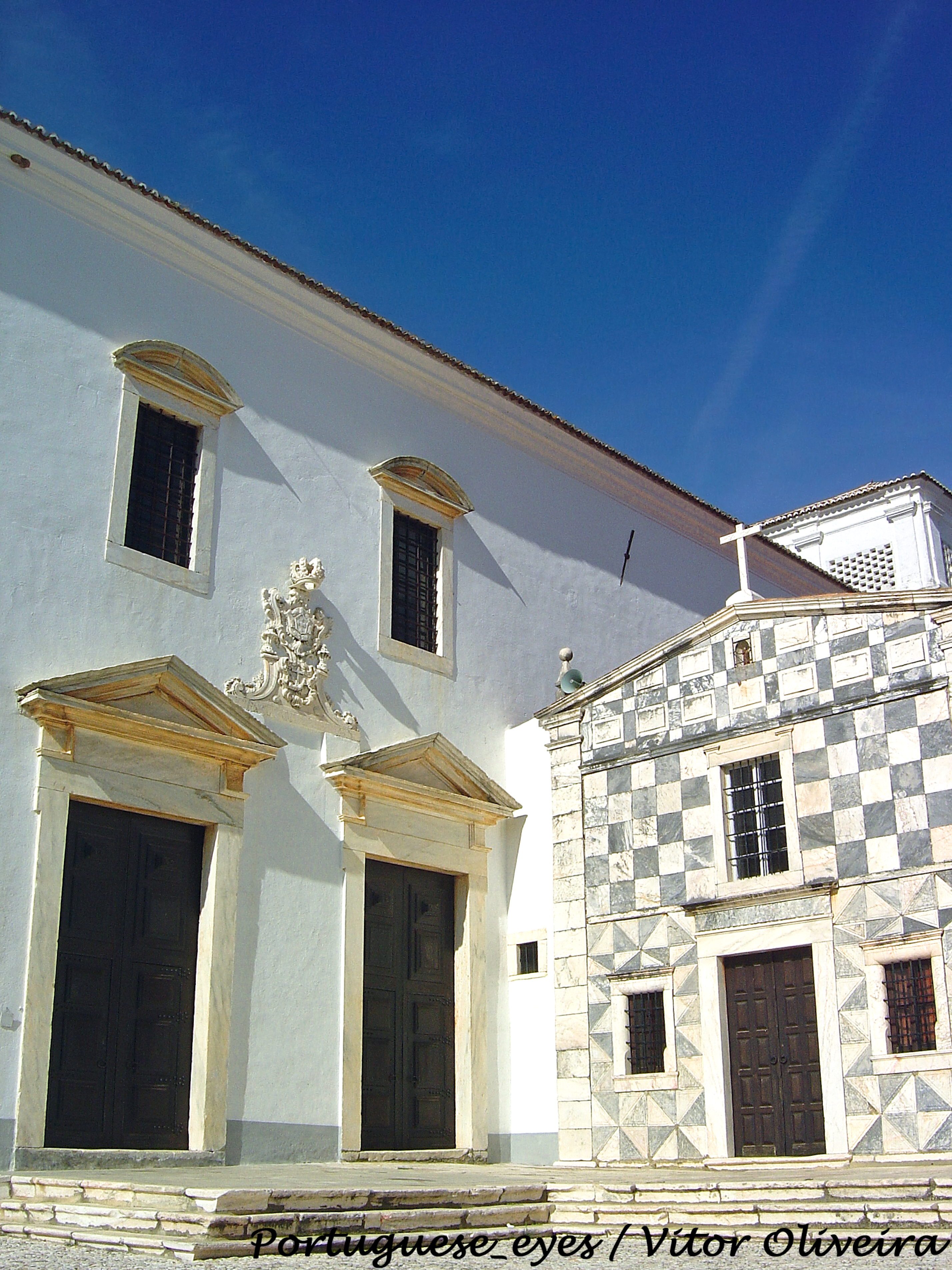
A Capela do Senhor Jesus dos Aflitos em Borba, Portugal.

A Capela do Senhor Jesus dos Aflitos fica situada na freguesia, na cidade e no Município de Borba, em Portugal.

## História
Esta pequena capela foi fundada em 1676 como sede da Irmandade da Venerável Ordem Terceira. O seu principal motivo de interesse é a fachada decorada com um jogo de xadrez em mármores brancos e negros.
Esta invulgar decoração resultou do facto da fachada original ter sido derrubada em 1679 por um erro de cálculo do mestre de obras. Para reafirmar a credibilidade perdida junto da comunidade, construiu-se esta fachada que é uma das mais belas do Alentejo. A Venerável Ordem Terceira tinha como regra admitir todas as pessoas sem atender ao seu estatuto social, profissão ou sexo. Graças a esta democratização de acesso, a Irmandade tornou-se numa das mais importantes da vila, sendo o seu primeiro reitor o Conde das Galveias. No seu interior destacam-se as imagens dos Santos da Ordem Terceira e a imagem do Senhor Jesus dos Aflitos. Esta pequena imagem ganhou grande importância no século XIX, mantendo-se ainda hoje como factor de união entre a comunidade.
Celebra-se a sua festa e procissão em Agosto. 

## Ligaçõess externas
- «Projeto de Lei N.º 336/X Elevação da vila de Borba, no Município de Borba, à categoria de cidade» (PDF)